# Championnat de Madagascar de football 2012
Navigation
Saison précédente Saison suivante
La saison 2012 du Championnat de Madagascar de football est la 49e édition de la première division malgache, la THB Champions League. Le championnat se déroule en plusieurs phases consécutives :
- la première phase oppose 24 équipes (une par région, sauf pour la région d'Analamanga, où est située la capitale Antananarivo qui peut engager deux équipes et la province dont est issu le champion en titre, qui a également droit à une formation supplémentaire), en quatre poules de six équipes. Les trois premiers de chaque poule se qualifient pour la suite de la compétition.
- les douze clubs qualifiés sont à nouveau répartis en deux poules de six et s'affrontent une seule fois. Cette fois-ci, seuls les deux premiers se qualifient pour la phase suivante.
- enfin, la Poule des As oppose les quatre formations encore en lice. Elles se rencontrent deux fois et l'équipe en tête du classement final est sacrée championne de Madagascar.

Le tenant du titre, Japan Actuel's FC, est issu de la région d'Analamanga, qui a donc droit à trois représentants en championnat cette saison.
C’est le club de l'AS Adema qui remporte la compétition cette saison, après avoir terminé en tête de la poule des As, devant Tana FC Formation et CNAPS Sport. Il s'agit du troisième titre de champion de Madagascar de l’histoire du club.

## Les clubs participants
- FC Amazone Ambilombe (Diana)
- JSA Antalaha (Sava)
- CNAPS Sport (Itasy)
- COSFA (Analamanga)
- Tana FC Formation (Analamanga)
- AS Adema (Analamanga)
- FC Vakinankaratra (Vakinankaratra)
- AS Andry Tsiroanomandidy (Bongolava)
- FC Motul Beleanana (Sofia)
- Terrible de la Côte Ouest Boeny (Boeny)
- FC Maeva (Betsiboka)
- AJS Maintirano (Melaky)
- Voromaherin'Alaotra (Alaotra Mangoro)
- Toamasina FC (Atsinanana)
- Hery Fenerive Mitambatra (Analanjirofo)
- FC Zanaboay (Amoron'i Mania)
- FC Jirama (Haute-Matsiatra)
- Tiavo Tem (Vatovavy-Fitovinany)
- TMT Vangaindrano (Atsimo-Atsinanana)
- FCA Ilakaka (Ihorombe)
- Sporting de Miandrivazo (Menabe)
- AS Comato (Atsimo Andrefana)
- FC2A Amboasary Atsimo (Anôsy)
- Espoir Ambovombe (Androy)

## Compétition
Le barème utilisé pour établir le classement est le suivant :
- Victoire : 3 points
- Match nul puis victoire aux tirs au but : 2 points
- Match nul puis défaite aux tirs au but : 1 point
- Défaite, forfait ou abandon : 0 point

### Première phase
| Rang | Équipe                          | Pts | J | G | N   | P | Bp | Bc | Diff |
| ---- | ------------------------------- | --- | - | - | --- | - | -- | -- | ---- |
| 1    | COSFA                           | 13  | 5 | 4 | 0/1 | 0 | 6  | 0  | +6   |
| 2    | Terrible de la Côte Ouest Boeny | 11  | 5 | 1 | 4/0 | 0 | 3  | 2  | +1   |
| 3    | FC Amazone Ambilombe            | 8   | 5 | 2 | 1/0 | 2 | 5  | 3  | +2   |
| 4    | FC Maeva                        | 4   | 4 | 1 | 0/1 | 2 | 1  | 3  | -2   |
| 5    | FC Motul Beleanana              | 4   | 4 | 1 | 0/1 | 2 | 2  | 6  | -4   |
| 6    | JSA Antalaha                    | 2   | 5 | 0 | 0/2 | 3 | 0  | 3  | -3   |

| Rang | Équipe                   | Pts | J | G | N   | P | Bp | Bc | Diff |
| ---- | ------------------------ | --- | - | - | --- | - | -- | -- | ---- |
| 1    | Tana FC Formation        | 15  | 5 | 5 | 0/0 | 0 | 7  | 1  | +6   |
| 2    | CNAPS Sport              | 11  | 5 | 3 | 1/0 | 1 | 9  | 2  | +7   |
| 3    | Toamasina FC             | 9   | 5 | 2 | 1/1 | 1 | 3  | 1  | +2   |
| 4    | Voromaherin'Alaotra      | 7   | 5 | 2 | 0/1 | 2 | 6  | 3  | +3   |
| 5    | AS Andry Tsiroanomandidy | 3   | 5 | 1 | 0/0 | 4 | 2  | 9  | -7   |
| 6    | Hery Fenerive Mitambatra | 0   | 5 | 0 | 0/0 | 5 | 2  | 13 | -11  |

| Rang | Équipe                  | Pts | J | G | N   | P | Bp | Bc | Diff |
| ---- | ----------------------- | --- | - | - | --- | - | -- | -- | ---- |
| 1    | AS Adema                | 12  | 4 | 4 | 0/0 | 0 | 14 | 2  | +12  |
| 2    | FC Jirama               | 9   | 4 | 3 | 0/0 | 1 | 15 | 2  | +13  |
| 3    | FC Vakinankaratra       | 6   | 4 | 2 | 0/0 | 2 | 1  | 5  | -4   |
| 4    | Sporting de Miandrivazo | 3   | 4 | 1 | 0/0 | 3 | 5  | 15 | -10  |
| 5    | FC Zanaboay             | 0   | 4 | 0 | 0/0 | 4 | 2  | 13 | -11  |
| 6    | AJS Maintirano forfait  |     |   |   |     |   |    |    |      |

| Rang | Équipe                   | Pts | J | G | N   | P | Bp | Bc | Diff |
| ---- | ------------------------ | --- | - | - | --- | - | -- | -- | ---- |
| 1    | Tiavo Tem                | 9   | 4 | 3 | 0/0 | 1 | 9  | 3  | +6   |
| 2    | AS Comato                | 9   | 4 | 3 | 0/0 | 1 | 11 | 5  | +6   |
| 3    | FC2A Amboasary Atsimo    | 7   | 4 | 2 | 0/1 | 1 | 2  | 3  | -1   |
| 4    | FCA Ilakaka              | 2   | 3 | 0 | 1/0 | 2 | 3  | 5  | -2   |
| 5    | TMT Vangaindrano         | 0   | 3 | 0 | 0/0 | 3 | 0  | 9  | -9   |
| 6    | Espoir Ambovombe forfait |     |   |   |     |   |    |    |      |

### Deuxième phase
| Rang | Équipe               | Pts | J | G | N   | P | Bp | Bc | Diff |
| ---- | -------------------- | --- | - | - | --- | - | -- | -- | ---- |
| 1    | AS Adema             | 12  | 5 | 3 | 1/1 | 0 | 7  | 1  | +6   |
| 2    | CNAPS Sport          | 12  | 5 | 3 | 1/1 | 0 | 9  | 3  | +6   |
| 3    | Tiavo Tem            | 8   | 5 | 2 | 1/0 | 2 | 7  | 5  | +2   |
| 4    | Toamasina FC         | 6   | 5 | 1 | 1/1 | 2 | 5  | 5  | 0    |
| 5    | FC Vakinankaratra    | 6   | 5 | 1 | 1/1 | 2 | 3  | 5  | -2   |
| 6    | FC Amazone Ambilombe | 1   | 5 | 0 | 0/1 | 4 | 1  | 13 | -12  |

| Rang | Équipe                           | Pts | J | G | N   | P | Bp | Bc | Diff |
| ---- | -------------------------------- | --- | - | - | --- | - | -- | -- | ---- |
| 1    | Tana FC Formation                | 14  | 5 | 4 | 1/0 | 0 | 17 | 3  | +14  |
| 2    | COSFA                            | 12  | 5 | 4 | 0/0 | 1 | 10 | 4  | +6   |
| 3    | Terrible de la Côte Ouest BoenyC | 7   | 5 | 1 | 1/2 | 1 | 3  | 3  | 0    |
| 4    | FC2A Amboasary Atsimo            | 5   | 5 | 1 | 1/0 | 3 | 4  | 11 | -7   |
| 5    | FC Jirama                        | 5   | 5 | 1 | 0/2 | 2 | 8  | 14 | -6   |
| 6    | AS Comato                        | 2   | 5 | 0 | 1/0 | 4 | 3  | 10 | -7   |

### Poule des As
| Rang | Équipe            | Pts | J | G | N | P | Bp | Bc | Diff |  | Résultats (▼ dom., ► ext.) | Ade | Tan | CNA | COS |
| ---- | ----------------- | --- | - | - | - | - | -- | -- | ---- |  | -------------------------- | --- | --- | --- | --- |
| 1    | AS Adema          | 11  | 6 | 3 | 2 | 1 | 7  | 5  | +2   |  | AS Adema                   |     | 2-1 | 1-1 | 1-0 |
| 2    | Tana FC Formation | 10  | 6 | 3 | 1 | 2 | 9  | 9  | 0    |  | Tana FC Formation          | 2-1 |     | 2-1 | 0-3 |
| 3    | CNAPS Sport       | 6   | 6 | 1 | 3 | 2 | 4  | 5  | -1   |  | CNAPS Sport                | 0-1 | 1-1 |     | 0-0 |
| 4    | COSFA             | 5   | 6 | 1 | 2 | 3 | 5  | 6  | -1   |  | COSFA                      | 1-1 | 1-3 | 0-1 |     |

|  | Qualification pour la Ligue des champions de la CAF 2013               |
|  | Qualification pour la Coupe des clubs champions de l'océan Indien 2013 |
|  | Qualification pour la Coupe de la confédération 2013                   |
|  | C : Vainqueur de la Coupe de Madagascar 2012                           |

## Bilan de la saison
| Championnat de Madagascar de football 2012       |                                 |
| Champion                                         | AS Adema (3e titre)             |
| Coupes et trophées                               |                                 |
| Vainqueur de la Coupe de Madagascar 2012         | Terrible de la Côte Ouest Boeny |
| Qualifications continentales                     |                                 |
| Ligue des champions de la CAF 2013               | AS Adema                        |
| Coupe de la confédération 2013                   | Terrible de la Côte Ouest Boeny |
| Coupe des clubs champions de l'océan Indien 2013 | Tana FC Formation               |
| Promotions et relégations                        |                                 |
| Promus en THB Champions League                   | Aucun                           |
| Relégués                                         | Aucun                           |